# Phragmipedium pearcei
Phragmipedium pearcei är en orkidéart som först beskrevs av Heinrich Gustav Reichenbach, och fick sitt nu gällande namn av Werner Rauh och Karlheinz Senghas. Phragmipedium pearcei ingår i släktet Phragmipedium och familjen orkidéer. Inga underarter finns listade i Catalogue of Life.
Artens utbredningsområde anges som Ecuador och norra Peru.

## Bilder

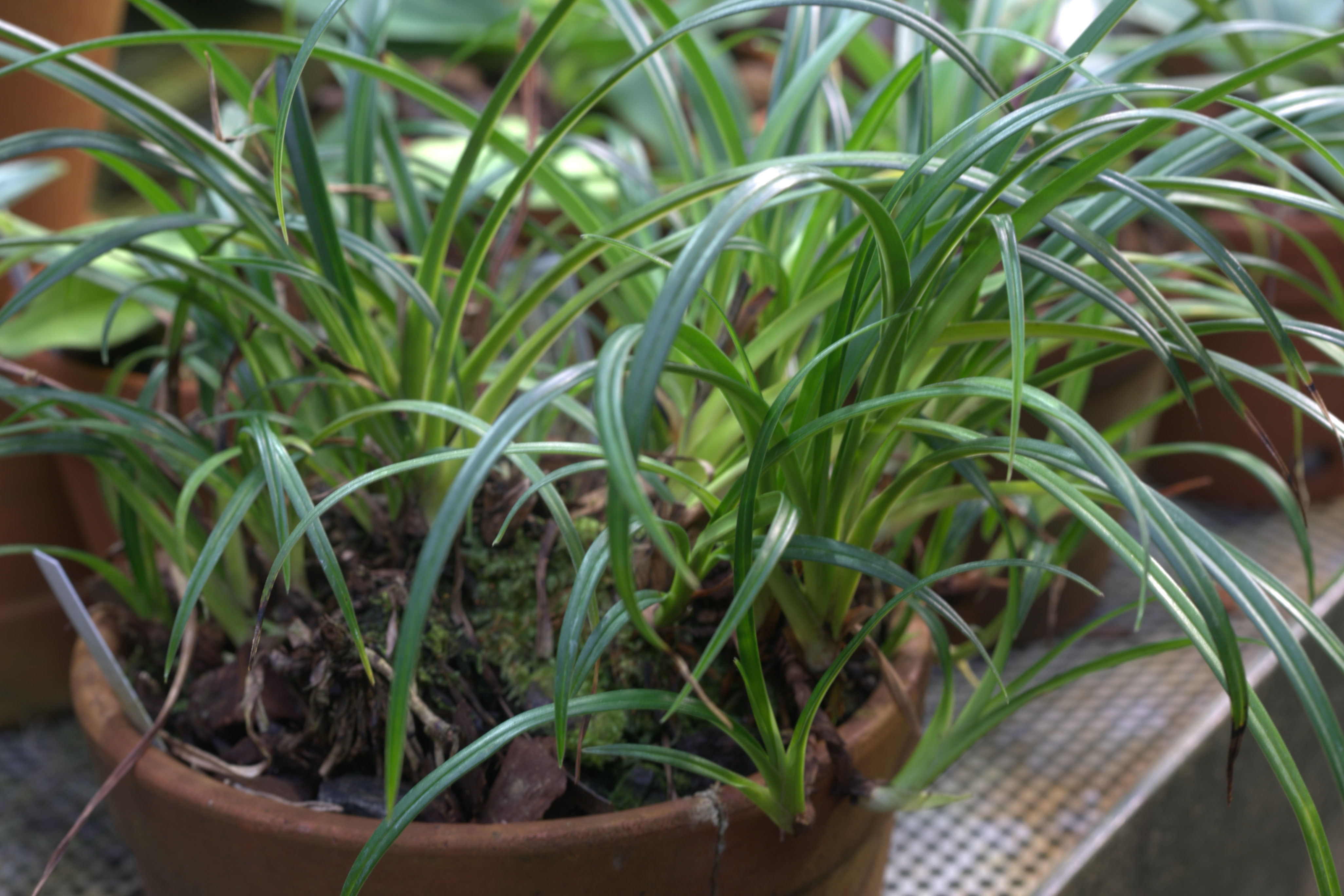
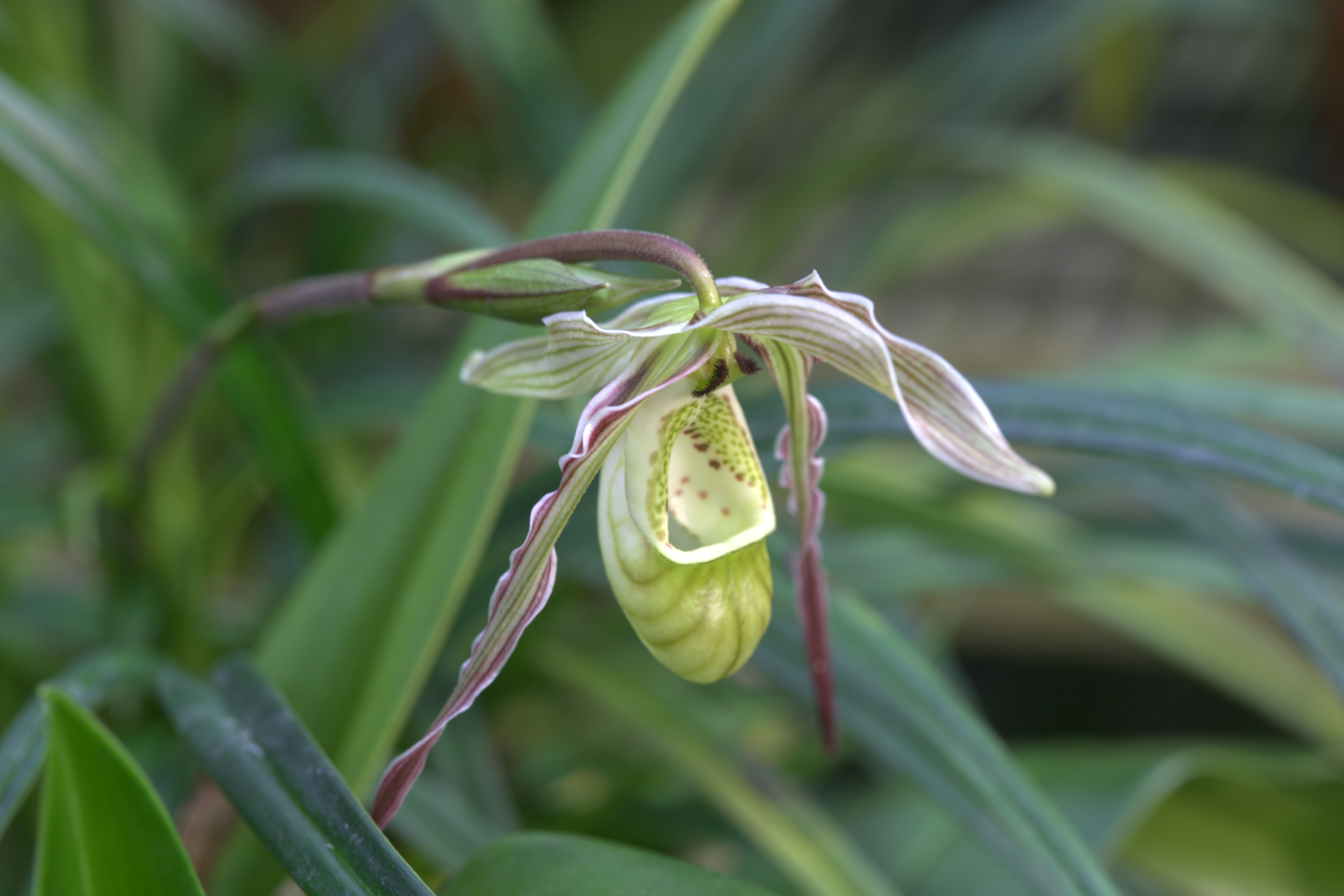
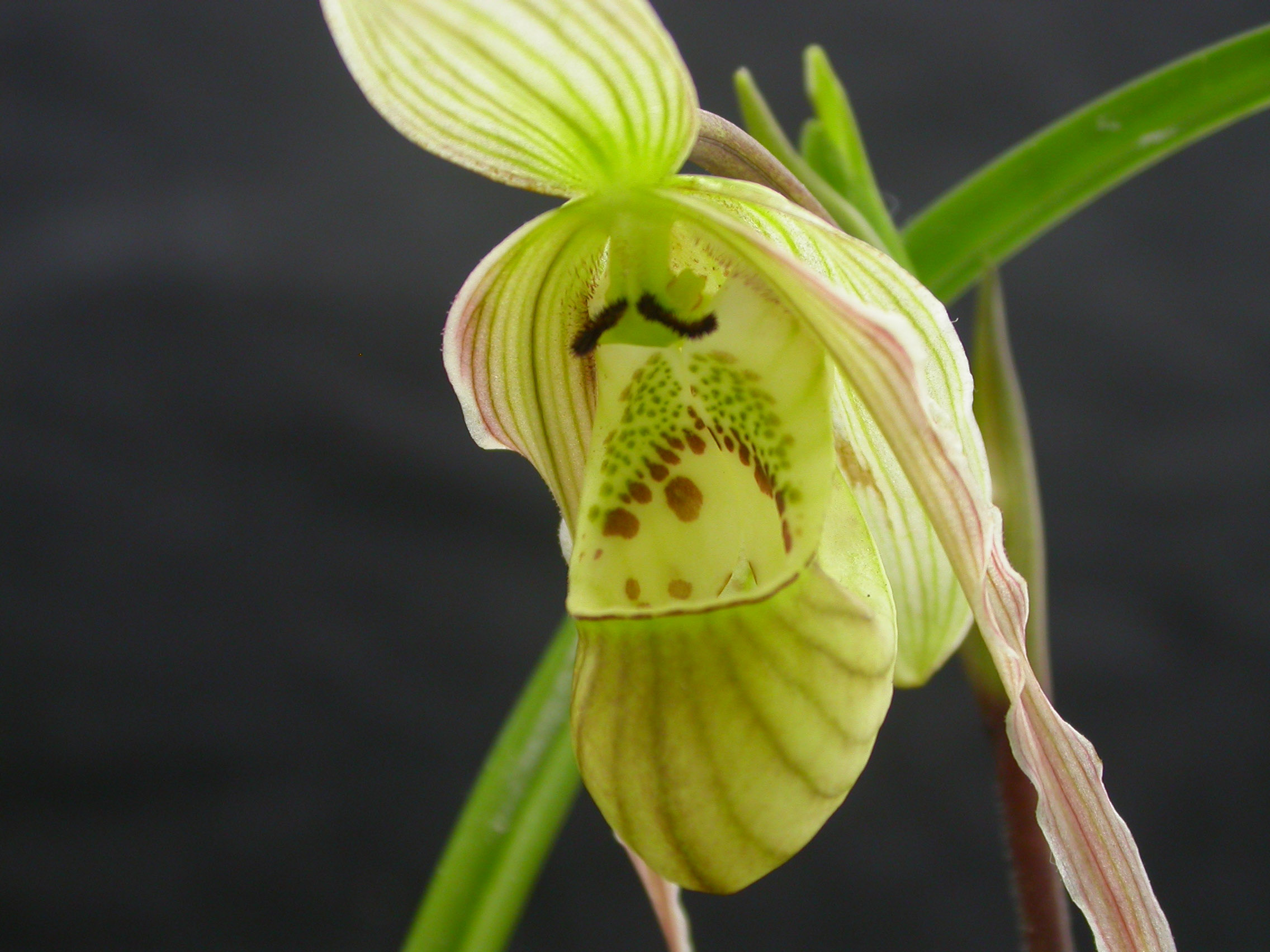
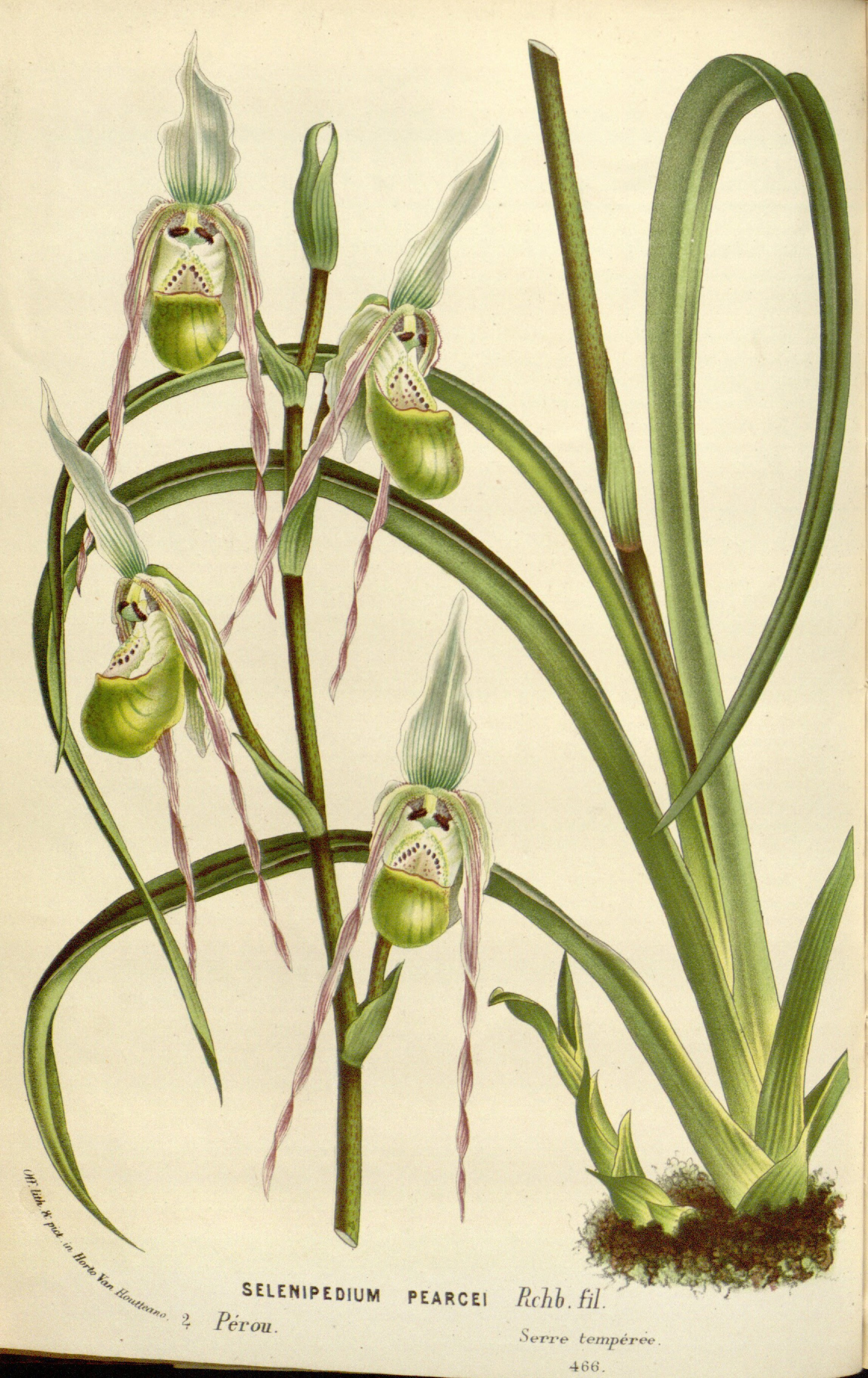